# Fortune 1000
Fortune 1000 — список самых крупных компаний США по версии американского журнала Fortune. В список входят 1000 самых больших компаний США, ранжированных по уровню выручки. Список показывает наиболее крупных игроков, позволяет оценить тенденции рынка.
Wal-Mart Stores был номером 1 в списке в течение четырёх из последних пяти лет (2007—2011 годы), прерываемый лишь ExxonMobil в 2009 году.
| Год составления списка | Совокупная выручка, млрд $ | Совокупная прибыль, млрд $ | № 1 в списке    | Выручка, млн $ | Прибыль, млн $ |
| ---------------------- | -------------------------- | -------------------------- | --------------- | -------------- | -------------- |
| 2006                   | 10 271                     | 693                        | ExxonMobil      | 339 938        | 36 130         |
| 2007                   | 11 187                     | 865                        | Wal-Mart Stores | 351 139        | 11 284         |
| 2008                   | 11 975                     | 724                        | Wal-Mart Stores | 378 799        | 12 731         |

## Fortune 500
Fortune 500 является подсписком Fortune 1000 и включает первые 500 крупнейших компаний.
Самый первый список Fortune 500 был опубликован в 1955 году и состоял из компаний производственной, горнодобывающей и энергетической отраслей. В то же время журнал «Fortune» публиковал также списки 50 крупнейших коммерческих банков, коммунальных предприятий, страховых компаний, компаний розничной торговли и транспортных компаний.

## Внешние ссылки на английском
- Fortune.com
- Fortune 500, 1000, and other statistics